# Last Order: Final Fantasy VII
Last Order: Final Fantasy VII – anime OVA dodawane do wersji Ultimate Edition filmu Final Fantasy VII: Advent Children. Last Order jest adaptacją gry komputerowej Final Fantasy VII rozszerzającą wątki w niej występujące; przedstawia też losy głównych bohaterów gry przed właściwą jej akcją. Film ukazał się tylko w Japonii, a jego fragmenty zostały użyte w pierwszych zwiastunach gry Crisis Core: Final Fantasy VII.